# Estació de Castellbell i el Vilar
Castellbell i el Vilar és una estació de la línia R5 de la Línia Llobregat-Anoia de FGC situada a l'oest del nucli urbà de Castellbell i el Vilar a la comarca del Bages. L'edifici actual tal com el coneixem avui dia, va ser construït l'any 1913 per l'empresa Ferrocarrils del Nord. Aquesta estació es va inaugurar el 1924.
| Línia Llobregat-Anoia de FGC |                         |       |                           |                        |
| Procedència/Destinació       | <                       | Línia | >                         | Procedència/Destinació |
| Barcelona - Pl. Espanya      | Monistrol de Montserrat |       | Sant Vicenç - Castellgalí | Manresa-Baixador       |

## Vegeu també

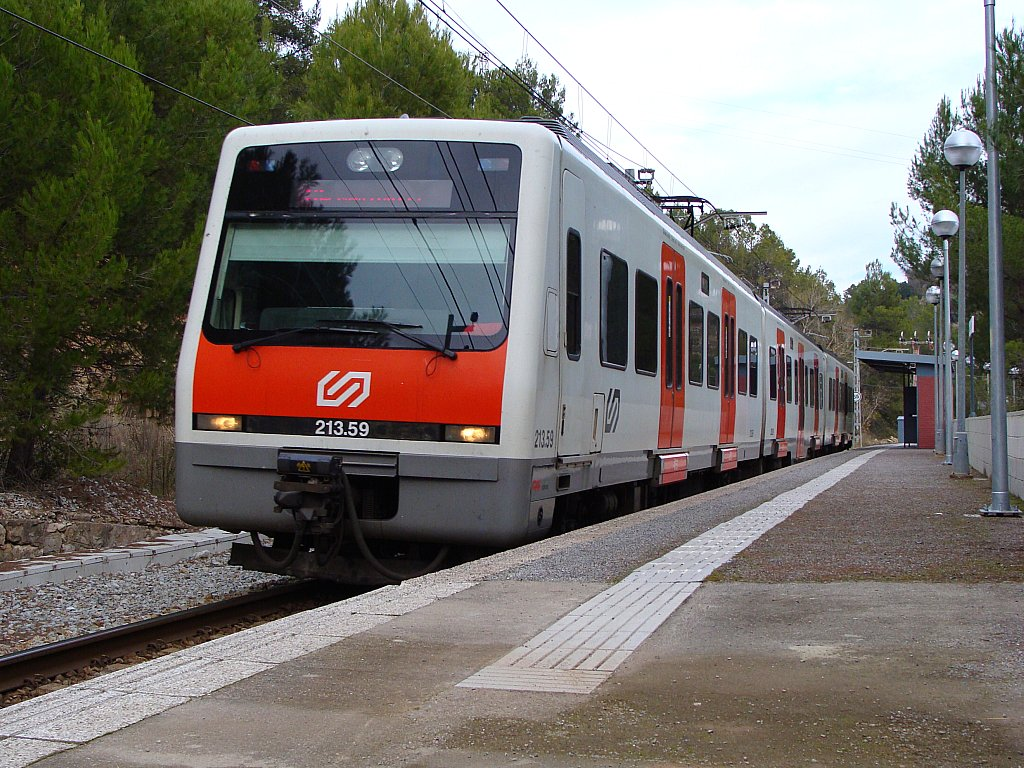
Unitat 213 sortint de l'estació de Castellbell i el Vilar en direcció Monistrol de Montserrat.